# Ut mine Festungstid
Ut mine Festungstid ist ein autobiographischer Roman des deutschen Schriftstellers Fritz Reuter, der 1862 erschienen ist. Er ist in niederdeutscher Sprache geschrieben. Der hochdeutsche Titel lautet Aus meiner Festungszeit.

## Vorgeschichte
Grundlage der autobiographischen Erzählung ist Reuters Haftzeit. Er war 1832 als Student der Rechtswissenschaft mit der Bewegung der Burschenschafter bekannt geworden, deren Ziele ein vereintes demokratisches Deutschland waren. Er schloss sich der radikalen Burschenschaft Germania Jena an, deren Ziel der Umsturz der deutschen Fürstenstaaten war, die (nicht nur) nach Ansicht der Burschenschaften allesamt reaktionär waren. Am 3. April 1833 stürmten Angehörige der Germania beim Frankfurter Wachensturm die Frankfurter Konstablerwache. Als sich Reuter im Oktober desselben Jahres auf der Durchreise in Berlin aufhielt, wurde er am 31. Oktober 1833 verhaftet und in die Stadtvogtei eingeliefert. Als Mitglied der Germania wurde ihm Hochverrat zur Last gelegt, und obwohl er mecklenburgischer Staatsbürger war, wurde er in Preußen festgehalten. Im Sommer 1834 wurde er auf die Festung Silberberg in Schlesien überstellt. Hier wurde ihm erst am 28. Januar 1837 das vom Kammergericht in Berlin gefällte Urteil verkündet. Es lautete auf Tod durch das Beil, wurde aber sogleich gnadenhalber auf 30 Jahre Festungshaft herabgesetzt. Die Untersuchungshaft wurde nicht angerechnet, auch eine Auslieferung an Mecklenburg versagt. Für das Urteil hatte dem Gericht die Mitgliedschaft bei der Germania genügt, obwohl Reuter persönlich nichts mit den Ereignissen in Frankfurt zu tun hatte. Man warf ihm vor, die umstürzlerischen Ziele der Burschenschaft gekannt, öffentlich die Farben Schwarz-Rot-Gold getragen, den polnischen Revolutionstag gefeiert und das Lied Fürsten hinaus gesungen zu haben, dessen Text lautet: Erst hängt den Kaiser Franz, dann den im Siegeskranz, Auf! Auf! Seine Haftzeit verbrachte Reuter anschließend auf den Festungen Glogau, Magdeburg und Graudenz, ehe er nach Mecklenburg auf die Festung Dömitz kam. Nach dem Tode des preußischen Königs Friedrich Wilhelm III. 1840 wurde Reuter von dessen Sohn und Nachfolger Friedrich Wilhelm IV. amnestiert, nachdem er insgesamt sieben Jahre Haft abgesessen hatte. Da seine ursprünglichen Pläne und Ziele zerstört waren, fand Reuter erst nach einigen Jahren zu seinem späteren bescheidenen Lebensweg als Lehrer und Schriftsteller.

## Das Buch
Nachdem Reuter bereits 1855 einen ersten, noch hochdeutschen, Versuch gemacht hatte, in seiner Heiteren Episode seine Erlebnisse aus der Haftzeit zu verarbeiten, schrieb er 1861 den niederdeutschen Roman Ut mine Festungstid. Er erschien 1862 unter dem Titel Olle Kamellen, zweiter Teil. 1859 waren als Olle Kamellen, erster Teil die Erinnerungen an seine Kindheit, Ut de Franzosentid, erschienen.
Im Mittelpunkt der Schilderung steht der triste Alltag im Gefängnis, den Reuter mit Hilfe seiner mitgefangenen Kameraden bewältigte. Heitere Episoden und Erlebnisse lassen großteils die Bitterkeit vergessen, die Reuters Haftzeit ausgemacht haben muss. Anekdotenhaft schildert Reuter burleske Szenen und heitere Liebesabenteuer seiner Kameraden, seine Versuche, als Maler künstlerisch tätig zu sein und seine Kochversuche in der Zelle. Es ist dies die Art Reuters, seine so einschneidenden und ihn tief treffenden Erlebnisse zu verarbeiten und zu bewältigen. Auch der lange Zeitraum, der bis zur Niederschrift des Romans verging, dürfte Einiges von der Schärfe und Brisanz der Ereignisse vergessen gemacht haben. Dennoch blitzen zwischen den heiteren Episoden auch immer wieder sehr präzise Bemerkungen über das ihm widerfahrene Unrecht durch den preußischen Staat und einige seiner pflichteifrigen Diener hervor. Kommandanten konnten Gefangene zerstören oder durch menschliche Behandlung ihr Los erleichtern. Letzteren und besonders auch seinen Kameraden wollte Reuter mit seinem Buch ein bleibendes Denkmal setzen. Nicht die Abrechnung mit seinen Peinigern steht daher im Mittelpunkt des Werkes, sondern der Humanismus und das Lob der Freundschaft, die sich in schweren Zeiten bewährt.

## Ausgaben
- Olle Kamellen, zweiter Theil. Wismar 1862.
- Werke in 12 Bänden. Bd. 5, Leipzig 1936.
- Gesammelte Werke und Briefe in 9 Bänden. Bd. 4, Rostock 1967.
- Ut mine Festungstid. Hinstorff, Rostock 1983.
- Ut mine Festungstid. Hinstorff, Rostock 1997, ISBN 3-356-00746-7.

## Übersetzungen

### Dänisch
- Mit fangeliv. Det Schønbergske Forlag, Kopenhagen 1971.

### Hochdeutsch
- Aus meiner Festungszeit. Ü.: Friedrich Kleemeier. U. Meyer, Berlin 1915.
- Aus meiner Festungszeit. Ü.: Heinrich Conrad. Janke, Leipzig 1939.
- Gezeiten des Lebens. Die Romane der Erinnerung. Ü.: Friedrich und Barbara Minssen. Langen-Müller, München 1976.
- Autobiographische Romane. Ü.: Friedrich und Barbara Minssen. Deutscher Taschenbuch Verlag, München 1978.